# Udzungwabospatrijs
De udzungwabospatrijs (Xenoperdix udzungwensis) is een hoendervogel uit het geslacht Xenoperdix. De vogel werd in 1991 ontdekt in het Udzungwagebergte in Tanzania en in 1994 geldig beschreven door een team van Deense biologen van het Zoologisk Museum. Het is een bedreigde, endemische vogelsoort.

## Beschrijving
De vogel is 29 cm lang. Het is een hoen met het formaat van een patrijs met grijze buik en borst met opvallende zwarte vlekken. Van boven is de vogel roodbruin met donkere strepen. De vogel heeft een oranjerood "gezicht" met een smalle witte band over de keel, rode snavel en gele poten. De nauw verwante  rubehobospatrijs is iets kleiner en heeft een licht oker gekleurde onderbuik, maar lijkt verder sterk op deze soort.

## Voorkomen en leefgebied
De udzungwabospatrijs leeft in het Udzungwagebergte in Tanzania. Deze soort is zeer verwant aan de rubehobospatrijs (X. u. obscuratus) uit het nabijgelegen Rubehogebergte, die (weer) als een ondersoort wordt gezien. Deze dieren zijn waarschijnlijk circa 200.000 jaar geleden van elkaar gescheiden. De soort komt op minstens 1300 m hoogte voor in de bossen Nyumbanitu (55 km²) en Ndundulo/Luhombero (240 km²). De geschatte populatiegrootte bedraagt ongeveer 3700 dieren.

## Status
Het leefgebied staat onder grote demografische druk. Er vestigen zich steeds meer landbouwers aan de rand van de bergwouden, waarbij het bos wordt gekapt voor brandstof en bouwmateriaal. Daarnaast is er jacht op deze bospatrijs, daarom staat hij als "bedreigd" op de internationale Rode Lijst van de IUCN.